# Острів Лаврова (Японське море)
О́стрів Лавро́ва (рос. Остров Лаврова) — невеликий острів в затоці Петра Великого Японського моря. Знаходиться за 730 м на південь від острова Руського та за 300 м на захід від острова Енгельма, з яким з'єднаний дамбою. Адміністративно належить до Фрунзенського району Владивостока Приморського краю Росії.

## Географія
Острів витягнутої форми з півночі на південь, при чому північний кінець набагато звужений. Протяжність острова 780 м, максимальна ширина 240 м, мінімальна всього 20 м. Із сусіднім островом з'єднаний дамбою довжиною 300 м, по якій прокладена ґрунтова дорога.
Рельєф острова низькогірний. На південь обернені скелясті схили, на північ — полого спускаються до бухти. Вододіл зміщений до заходу. Берегова лінія слабко порізана, протяжність 2 км. На півночі від гористої частини острова тягнеться вузька кам'яниста коса. Острів вкритий лучною та чагарниковою рослинністю на півдні, але більшу частину займають широколисті ліси. Зрідка зустрічаються хвойні породи дерев.
Острів дуже полюбляють туристи з Владивостока. На вершині встановлено автоматичний маяк, 90 м від нього — дерев'яний хрест. Біля південно-західного узбережжя знаходиться примітний кекур. За 120 м на схід від північного краю лежить напівзатонуле судно. Взимку північно-східне узбережжя замерзає разом з островами Енгельма та Руським.